# Allopeas myrmekophilos
Allopeas myrmekophilos (лат.) — вид мирмекофильных сухопутных брюхоногих моллюсков из подкласса лёгочных улиток подсемейства Subulininae семейства Achatinidae. Малайзия (около Куала-Лумпур). Первый мирмекофильный моллюск.

## Описание
Улитки с небольшой раковиной (максимальная высота около 7 мм), форма цилиндрическая, широкая, с тупой вершиной. Вершина сравнительно длинная, при фронтальном виде состоит из одного витка. Раковина гладкая, блестящая, транслюцентная. Окраска от светло-рогового до желтого цвета. Бороздки слегка выпуклые, устья несколько впалые с очень узким внутренним краем. Бороздчатый завиток составляет около 63—69 % высоты раковины у взрослых особей.
Allopeas myrmekophilos регулярно находили в колонии понеринового полукочевого муравья Leptogenys distinguenda (Leptogenys processionalis distinguenda (Emery, 1887); род Leptogenys). Улитки всегда оставались внутри бивуаков своих хозяев, где они могли передвигаться без помех со стороны муравьев. Во время эмиграции A. myrmekophilos всегда переносились рабочими особями идентично расплоду или добыче. Регулярно активно выделяемое вещество было ответственно за привлечение муравьев. Это пенистое вещество обычно выделялось только при контакте с рабочими особями L. distinguenda и не оказывало влияния на других муравьев-понеринов. В кормовых экспериментах A. myrmekophilos очень хорошо питался свежим мясом, которое регулярно доступно в бивуаках строго плотоядных муравьёв L. distinguenda. Вид A. myrmekophilos — первый моллюск, который является настоящим муравьиным «гостем», или мирмекофилом.